# Barbara Gurtner
Barbara Gurtner, née le 6 septembre 1943 est une personnalité politique suisse, membre du POCH

## Biographie
Représentante du canton de Berne au Conseil national de 1983 à 1987, elle y défend en particulier la cause féministe, par exemple en appuyant le projet d’un musée de la femme ou la prise en compte dans le droit d'asile des violences spécifiques faites aux femmes .
Lors du débat parlementaire sur l'acquisition par la Suisse de chars allemands Léopard 2, elle s'exprime à la tribune en tenue léopard afin de s’opposer à cet achat. 
En 1987, Barbara Gurtner rejoint l'Alliance verte mais ne parvient pas à sauver son siège de Conseillère nationale.